# 2022年スリランカ反政府運動
2022年スリランカ反政府運動（2022ねんスリランカはんせいふうんどう）は、スリランカ民主社会主義共和国において2022年3月より続く、同国の経済危機に端を発した反政府運動である。この結果、ゴーターバヤ・ラージャパクサ大統領は辞任し、国外へ脱出。通算で20年間に及ぶラージャパクサ一族によるスリランカ支配は終焉を迎えた。

## 背景
1948年にスリランカはイギリス連邦内の自治領として独立を果たしたが旧宗主国のイギリスが経済発展を支えることはなかった。これに対し2013年より一帯一路を掲げる中華人民共和国はシーレーン（海上交通路）の重要な要衝とみなすスリランカに接近し、空港、港湾施設、高速道路、火力発電所といったインフラ整備に多額の融資を行った。しかしスリランカ政府は中国に対する債務を返済することができず、2017年8月には南部の要衝・ハンバントタ港の運営権を99年間中国に貸し出すに至った。
こうした対外債務返済の苦慮に加え、2020年以降のCOVID-19の世界的な大流行の影響でスリランカの主要産業である観光業は大打撃を受け、2021年末の時点で外貨準備の残高が27億ドル余りとなり、1年間でほぼ半減。こうした外貨不足の影響で基礎的な輸入品の代金も支払えないという状況に陥った。
観光業と並ぶもう一つの柱である農業は輸入に頼る化学肥料に政府が補助金を出していたこともあり、ゴーターバヤ・ラージャパクサ大統領は2021年5月に国内の全農業を有機栽培に変える方針を発表し、これに伴い化学肥料、農薬、除草剤の輸入を即時に禁じた。このためセイロン紅茶（輸出額の約1割に相当）の品質が下がるなど農業は大打撃を受け、農家からの抗議の前に政府は10月に化学肥料の輸入禁止解除に追い込まれた。
さらに2022年ロシアのウクライナ侵攻（特別軍事作戦）が勃発したことで食料やエネルギー価格が高騰し、スリランカ政府は同年3月に中国から食料緊急援助を受けることになったほか、石油価格も高騰したため2022年2月下旬には国内の大半で計画停電が開始され、当初は1日最大でも7時間半程度だったが3月31日には13時間へと拡大。ガスも輸入量を減らさざるを得なくなり、休業を余儀なくされる店舗が続出したほか、ガス会社がコスト削減を目的にプロパンの比率を引き上げ、その結果圧力が上昇し2022年初頭には各地で1,000件以上もの爆発事故が発生、少なくとも7人が死亡、数百人が負傷するという事態となり、国民は昔ながらの薪や炭による調理を余儀なくされた。医薬品も不足したため医療機関は緊急性のない手術を延期せざるを得なくなった。
一時期は一人あたりの国内総生産(GDP)がフィリピン並みとなるなど、隣国インドと比較しても豊かな生活水準を誇ったが、2020年には3％以上縮小、2021年末の時点で対外債務残高は507億ドル（約7兆円）となり、スリランカは独立以来の最悪の経済状況となった。こうした経済危機を受け、ラージャパクサ大統領の退陣を求める反政府デモが全土で発生した。

## 推移

### 反政府運動のはじまり

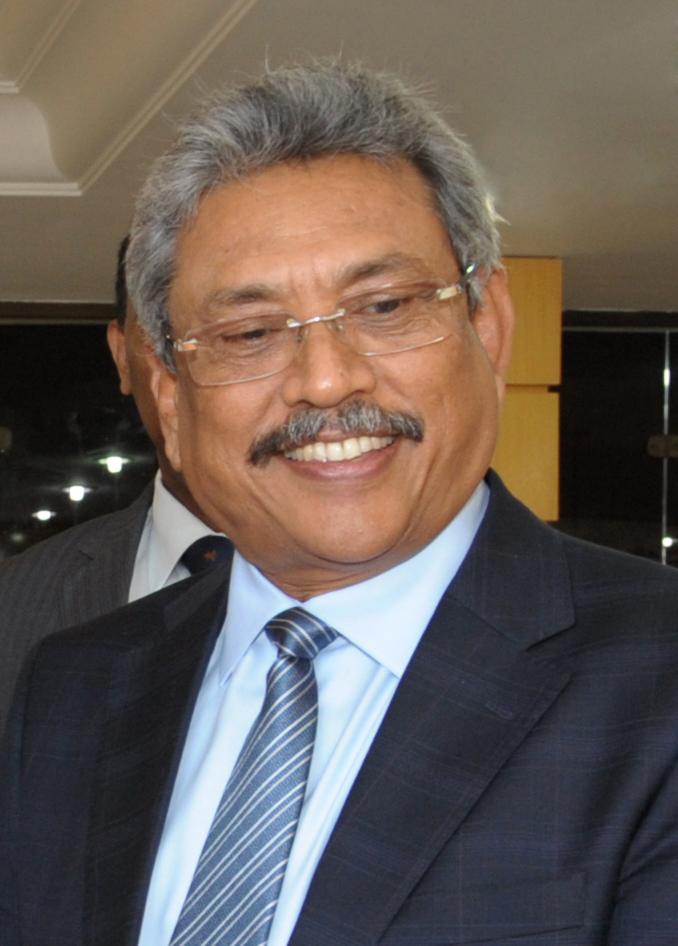
ゴーターバヤ・ラージャパクサ

2022年3月上旬、野党の統一人民戦線は価格高騰、燃料やガスの不足、電力危機に抗議するデモを3月15日に最大都市コロンボで実施すると宣言。3月31日には暴徒化した反政府デモ隊数百人がコロンボにあるラージャパクサ大統領の私邸を包囲し、内部に侵入しようとしたため政府当局は同市に夜間外出禁止令を発令、治安当局はデモ隊の強制排除に乗り出し少なくとも45人を逮捕した。翌4月1日、夜間外出禁止令は全土に拡大され、同時にラージャパクサ大統領は治安当局に広範な権限を与える非常事態宣言を発令し、翌2日には軍が動員された。4月3日には反政府デモ封じを込めるため通信事業者に対して各種SNSの停止を命じた。しかし夜間外出禁止令は無視され、引き続き街頭で大統領辞任を求める抗議デモが行われた。SNS規制は批判を受けたため撤回を余儀なくされた。

### 内閣改造とラニル・ウィクラマシンハの首相再登板

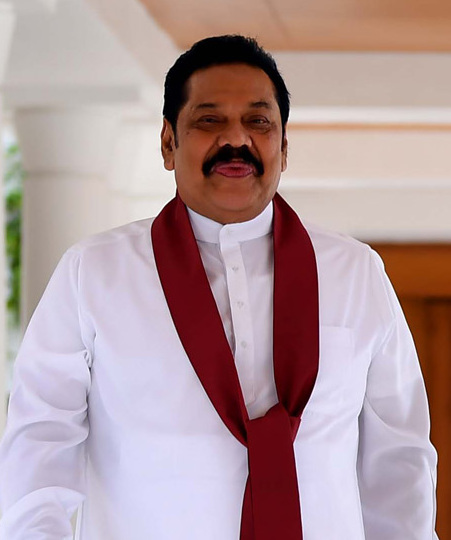
マヒンダ・ラージャパクサ

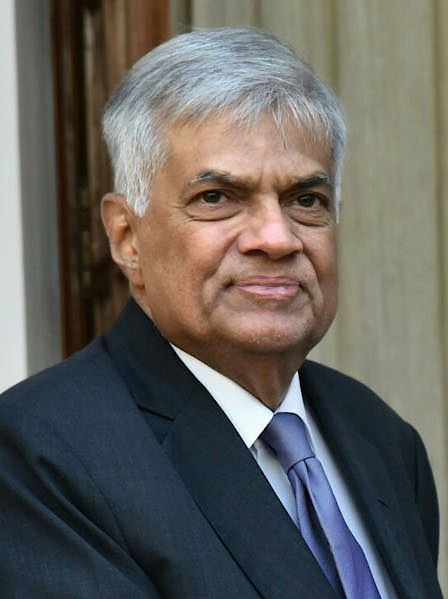
ラニル・ウィクラマシンハ

こうした混乱を収拾するため大統領と首相を除く全26閣僚が解任されたほか、およびスリランカ中央銀行総裁が引責辞任した。しかし4月4日、議会では与党連合から少なくとも41人が離脱を表明し、ラージャパクサ政権は少数与党に転落、辞任圧力が強まった。同日4日に財務大臣に就任したアリ・サブリーはわずか1日間で辞任したが、8日にラージャパクサ大統領がサブリの辞任を拒否し、サブリはそのまま財務大臣を続投することとなった。
非常事態宣言は4月5日午前0時をもって撤回されたが、その後もコロンボにある政府庁舎が集まる地区では数万人規模の抗議デモが連日継続した。5月6日には労働組合などが大規模なストライキを各地で実施したため、同日夜に再び非常事態宣言を発令した。5月9日には元大統領のマヒンダ・ラージャパクサ首相が辞任を表明し、5月12日にラニル・ウィクラマシンハが4度目の首相就任を行った。ウィクラマシンハ首相は5月25日より財務大臣も兼任し、国際通貨基金（IMF）と救済措置をめぐる協議を主導することとなった。

### ラージャパクサ政権の崩壊

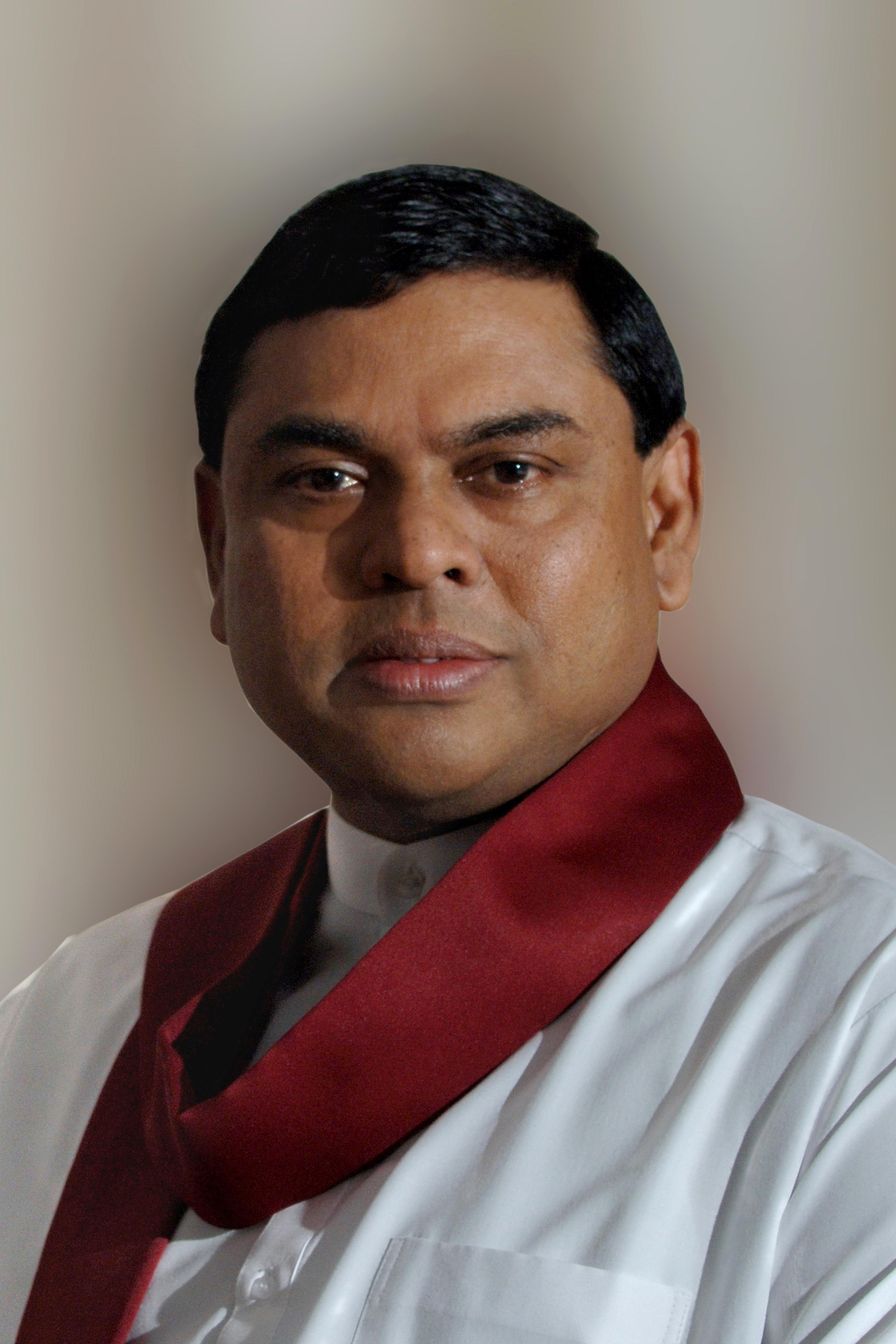
バジル・ラージャパクサ

しかし経済状況の好転は見通せず、ウィクラマシンハ首相は6月22日に議会でスリランカ経済が完全に崩壊したと発言したほか、7月5日には議会でスリランカを破産した国であると発言。7月9日にラージャパクサ大統領の退陣を求めるデモ隊が大統領公邸の敷地内に侵入して占拠し、またウィクラマシンハ首相自身も自宅に火を放たれた。こうした事態を受け、ウィクラマシンハ首相は挙国一致内閣樹立を理由に首相辞任を表明、ラージャパクサ大統領も13日付で大統領を辞任する意向を議会議長とウィクラマシンハ首相に伝えた。その後も反政府デモ隊は大統領府を占領し続け、一般市民が自由に立ち入りできる状態となった。
ラージャパクサ大統領は7月11日、国外脱出のため妻とともにバンダラナイケ国際空港に姿を現す。空港利用客からの報復を恐れたため通常の出国審査場ではなくVIPラウンジへと向かったが、入館職員がパスポートへの証印を行うためこれを阻止。結局、当日は搭乗を諦め、隣接する軍基地に宿泊した。7月13日、ラージャパクサ大統領夫妻は護衛らとともに空軍機でモルディブへ脱出し、弟のバジル・ラージャパクサ元財務相も出国。ここに20年間に及ぶラージャパクサ一族による支配は終焉を迎えた。ラージャパクサ大統領は正式な辞任を発表しないまま国外へと脱出し、反政府デモ隊は国営放送局ルパバヒニを占拠し、午後1時過ぎに放送が停止した。
ラージャパクサ大統領が国外に脱出したことを受け、憲法規定に則り大統領権限がウィクラマシンハ首相に移譲され、大統領代行に指名された。ウィクラマシンハ首相は情報当局より報告された、首相府と空軍トップ邸宅の占拠が計画されているという情報を理由に非常事態宣言を発令。国営放送局は占拠されていたため民間放送局で発表した。ウィクラマシンハの大統領代行指名から数時間後、反政府デモ隊は今度は首相府に突入し、ウィクラマシンハの辞任も要求。治安部隊が催涙弾で応戦する事態となった。同時にウィクラマシンハ首相は警察と軍のトップを含む委員会を発足させ、事態の収拾にあたらせることとなった。
その後、ラージャパクサはシンガポールに逃れ、7月14日に国会議長宛に送付した電子メールで大統領辞任を表明。7月15日に正式に大統領を辞任し、ウィクラマシンハ首相が大統領代行に就任した。7月20日に新大統領を選出する選挙が国会で行われ、ウィクラマシンハ首相が134票、ダラス・アラハペルママスメディア相が82票、左派で人民解放戦線党首のアヌラ・クマラ・ディサナヤカが3票を獲得し、ウィクラマシンハ首相が当選、7月21日に国会で宣誓を行い大統領に就任した。ウィクラマシンハの後任の首相には、7月22日に人民統一戦線党首のディネーシュ・グナワルダナ元外相が任命された。

## 国際的な反応
国際通貨基金(IMF)はスリランカ政府と30億ドル規模の支援策について交渉していたが、その最中にラージャパクサ政権が崩壊したため中断を余儀なくされた。7月10日、交渉を再開できるよう政治危機の決着を望むと表明。9月1日、IMFはスリランカと29億ドルの金融支援で暫定合意に達したと発表。ただし、この支援については国内の経済改革のほか、対外債務（中国、インド、日本など）の整理再編を行うことを前提条件とした。